# Мит-Гамр
Мит-Гамр или Миньят-Гамр (араб. ميت غمر‎) — город в Египте, расположен в губернаторстве Дакахлия в дельте Нила, на правом берегу восточного рукава Нила, напротив города Зифта. Население 110 549 жителей — второй по величине город губернаторства после Эль-Мансуры. Важный египетский центр производства алюминия (более 70 % от общего производства алюминия в Египте), особенно алюминиевой посуды. Имеется текстильная промышленность.
Название города означает "место разлива" (ميت – сокращение от منياة, из коптского ϯⲙⲟⲛⲏ "пункт, место" + غمر, "разлив").
В 1963 году в Мит-Гамре был учрежден первый в мире исламский банк — «Мит-Гамр Бэнк», работавший на основе беспроцентного финансирования

## Достопримечательности города
- Мечеть Эль-Гамри — историческая мечеть
- Церковь Мэри-Гиргис (св. Георгия)
- Улица Порт-Саид — самая длинная улица в Мит-Гамре
- Улица Ахмеда Ораби — центральная улица Мит-Гамра
- Улица Эль-Гейш (Улица Армии) — небольшая улица с офисами и магазинами
- Мост, соединяющий Мит-Гамр и Зифту
- Спортивный клуб Мит-Гамра
- Клуб работников текстильной фабрики
- Центр молодёжи Мит-Гамра

## Район
Мит-Гамр является центром района, который объединяет 11 сельских местных общин, к которым относятся 62 деревни и 158 мелких поселений. Площадь района 346 км², что составляет около 10 % от территории губернаторства. В районе выращивают рис, пшеницу, хлопок.